# Philomath
Philomath är en ort belägen drygt en mil utanför staden Corvallis i Benton County, Oregon, USA. Philomath ingår i Corvallis metropolitan statistical area. Antalet invånare uppgick till 3 838 stycken under år 2000.
Benton Countys historiska museum ligger i Philomath.